# 10016 Юган
10016 Юган (10016 Yugan) — астероїд головного поясу, відкритий 26 вересня 1978 року.
Тіссеранів параметр щодо Юпітера — 3,474.
Названо на честь міста в Росії Нефтеюганська.